# 奧托·沃爾夫公司
奥托·沃尔夫公司·是一家德国钢铁制造商，由实业家奥托·沃尔夫和 Ottmar E. Strauß 于 1904 年在科隆创立。它是战前德国最大的企业之一，如今作为蒂森克虏伯集团的独立子公司存在。

## 历史
奥托·沃尔夫钢铁公司于 1904 年由奥托·沃尔夫·和 Ottmar E. Strauß 在科隆创立，当时是一家钢铁贸易和钢铁拆解公司。 第一次世界大战后，公司业务不断扩大，于1917年获得了Phoenix AG für Bergbau und Hüttenbetrieb（采矿和炼铁厂）的股份，并于1922年10月在俄德合资企业Deutsch-Russische Handels-AG（Russgertorg）中获得了50%的股份，该公司由列宁本人亲自推动。 通过这个苏联最大的合资企业，他可以证明外贸垄断并不像他的对手所说的那样是一种障碍。后一个项目在15个月后结束，因为与苏联的贸易受到了更严格的国家控制。在20世纪20年代，该公司是一个由金属、煤炭和电力公司组成的集团，雇用了大约一百万人。 当时它的主要竞争对手是由实业家胡戈·斯廷内斯控制的类似产业的托拉斯。 在与占领鲁尔的法军谈判过程中，沃尔夫不支持 Stinnes 的六人委员会，而是决定与法国代表团达成某种“单独的和平”。 
在1933年新的国家社会主义政权下，施特劳斯被迫将其股份低价出售给奥托·沃尔夫。1941年，斯特劳斯在瑞士去世。同年沃尔夫去世后，公司由他的儿子奥托-沃尔夫-冯-阿梅隆根控制。在第二次世界大战期间，该公司作为纳粹国防军的军备生产商取得了成功。
1935年，德国商人老奥托·沃尔夫（Otto Wolff）在同蒋介石的直接谈判中，建议中国先建一座载重车装配厂，作为实现汽车完全国产化的第一步。当年，中德间达成了协议草案。
1945年盟军入侵德国后，控制权转给了受托人，但奥托-沃尔夫-冯-阿梅隆根在被拘禁一年后于1947年恢复了控制权。奥特玛-斯特劳斯的受遗赠人试图拿回他们曾经拥有的公司股份，但没有成功。几年后，经过诉讼，他们得到了700万德国马克，只是原价值的一小部分。 
该合伙公司在1966年成为一家公共有限公司，奥托-沃尔夫-冯-阿梅隆根继续担任董事长，直到1986年。
该公司于1990年被蒂森公司收购。
1999年，蒂森公司与Fried. 克虏伯股份公司Hoesch-Krupp合并为蒂森克虏伯股份公司。
奥托沃尔夫分为两个公司，分别是蒂森克虏伯奥托沃尔夫N.V./S.A.（半成品塑材和铝型材）和奥托沃尔夫工业有限公司（金属材料、技术部件和设备）。
THYSSENKRUPP OTTO WOLFF N.V./S.A. 位于比利时梅赫伦，属于蒂森克虏伯塑料国际有限公司。
OTTO WOLFF Handelsgesellschaft mbH 位于埃森，具有以下历史 :
2010 年从杜塞尔多夫搬迁至埃森。
2004 年，Otto Wolff handelsgesellschaft mbh 收购了 ThyssenKrupp Stahlunion Polska，并对 Erich Weit GmbH 感兴趣。
2005 年，Isan Metall GmbH 并入 Otto Wolff handelsgesellschaft mbH。
2013/2014 年，Otto Wolff handelsgesellschaft mbH 并入 ThyssenKrupp Mannex GmbH